# Cảnh Kỷ
Cảnh Kỷ (tiếng Hán: 耿紀; ? - 218), tự là Quý Hạnh (季行), là một nhân vật trong những năm cuối thời Đông Hán. Tổ tiên của ông là Cảnh Yểm.
Sinh thời ông không mấy nổi tiếng, ông chỉ đảm nhận chức vụ Thừa tướng Duyện hậu Thiên thị trung rồi Thiếu phủ. Kiến An năm thứ 23 (218), Cảnh Kỷ cùng Thái y lệnh Cát Bản, Tư trực Vy Hoảng, Kim Y phát động bạo loạn trong đêm ngay tại Hứa Đô (hay còn gọi là Hứa Xương), mục tiêu là phủ thừa tướng vì nhóm người này bất mãn trước việc Tào Tháo ép Hán Hiến Đế phong cho ông ta làm Ngụy vương. Cuộc nổi loạn này cuối cùng bị Trung lang tướng Nghiêm Khuông bình định, Cảnh Kỷ và Cát Bản bị xử trảm.